# Samalkha
Samalkha es una ciudad de la India en el distrito de Panipat, estado de Haryana.

## Geografía
Se encuentra a una altitud de 230 m s. n. m. a 218 km de la capital estatal, Chandigarh, en la zona horaria UTC +5:30.

## Demografía
Según estimación 2011 contaba con una población de {{{población2}}} habitantes.